# Chennai Open 2003
Il Chennai Open 2003 (conosciuto anche come Tata Open) è stato un torneo di tennis giocato sul cemento.
È stata l'8ª edizione del Chennai Open,
che fa parte della categoria International Series nell'ambito dell'ATP Tour 2003.
Si è giocato al SDAT Tennis Stadium di Chennai in India, dal 30 dicembre 2002 al 6 gennaio 2003.

## Campioni

### Singolare
Paradorn Srichaphan ha battuto in finale  Karol Kučera con il punteggio di 6–3, 6–1.

### Doppio
Julian Knowle /  Michael Kohlmann hanno battuto in finale  František Čermák /  Leoš Friedl con il punteggio di 7–6(1), 7–6(3).